# Kaunertal (dolina)

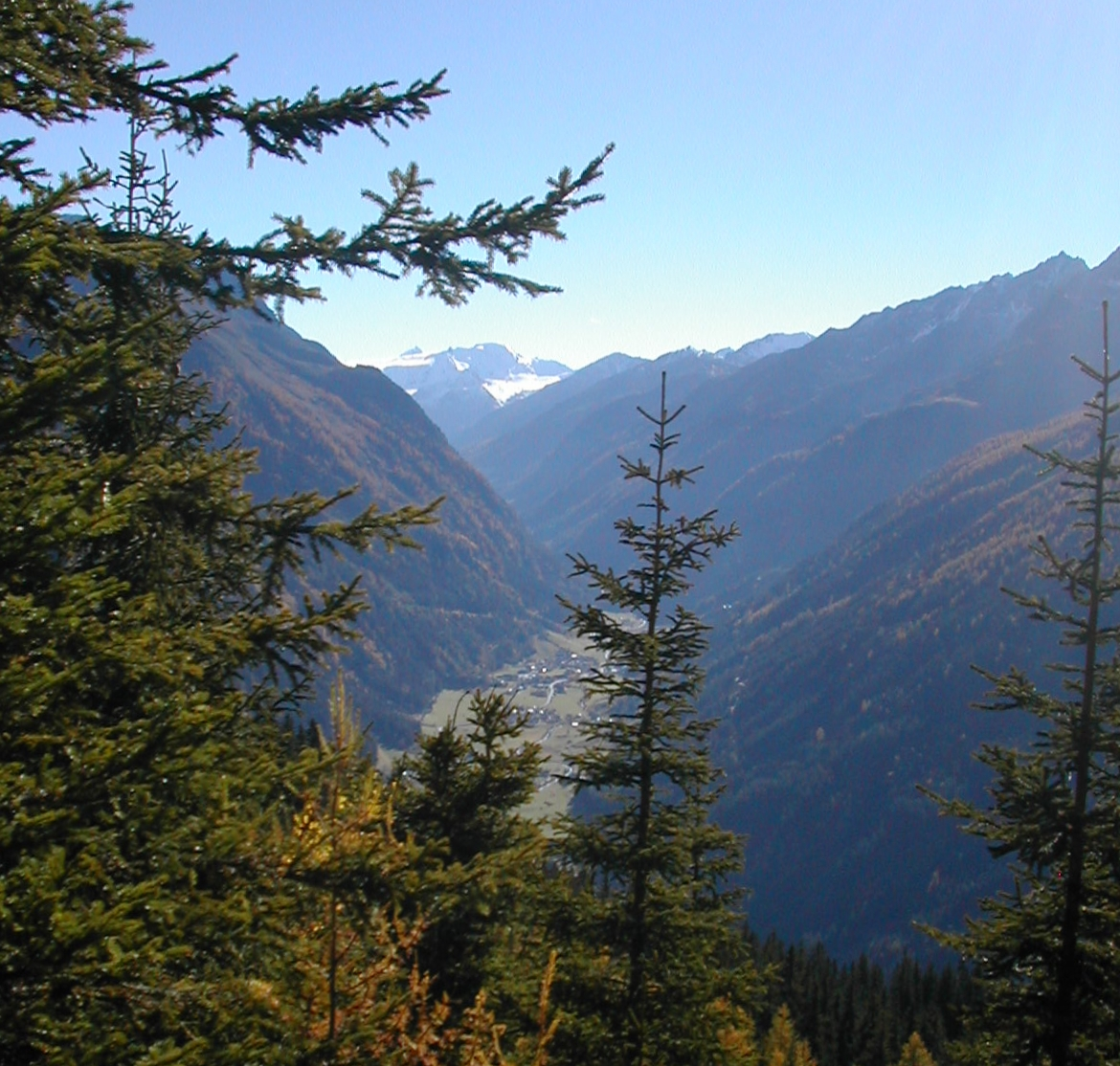
Widok z Kaunerberg na dolinę Kaunertal, w tle szczyt Weißseespitze

Kanuertal (dolina) – dolina górska w Tyrolu, w Alpach Ötzalskich. Obok miasteczka Prutz odgałęzia się z doliny Oberinntal i zwraca się w kierunku lodowca Gepatschferner. Objęta ochroną jako park krajobrazowy i przebiega przez następujące gminy powiatu Landeck: Faggen, Kauns, Kaunerberg i Kaunertal.
Przecina ją strumień Faggenbach. Centralnym punktem doliny jest miejsce (przysiółek) "Feichten" w gminie Kaunertal. Specjalna droga, tzw. "Kaunertaler Gletscherstrasse", wiedzie nad zbiornikiem Gepatschspeicher i przez górskie tereny aż na skraj lodowca Weißseeferner. Koniec trasy leży na wys. 2 750 m n.p.m. W lecie jest to ulubiony cel wycieczek rowerowych, także trasa corocznego, szosowego wyścigu kolarskiego. Obok "Feichten" od doliny Kaunertal odgałęzia się dolina Verpeiltal, w której znajduje się schronisko Verpeilhütte - miejsce wędrówek górskich, jazdy na nartach i wspinaczki.